# Запилення

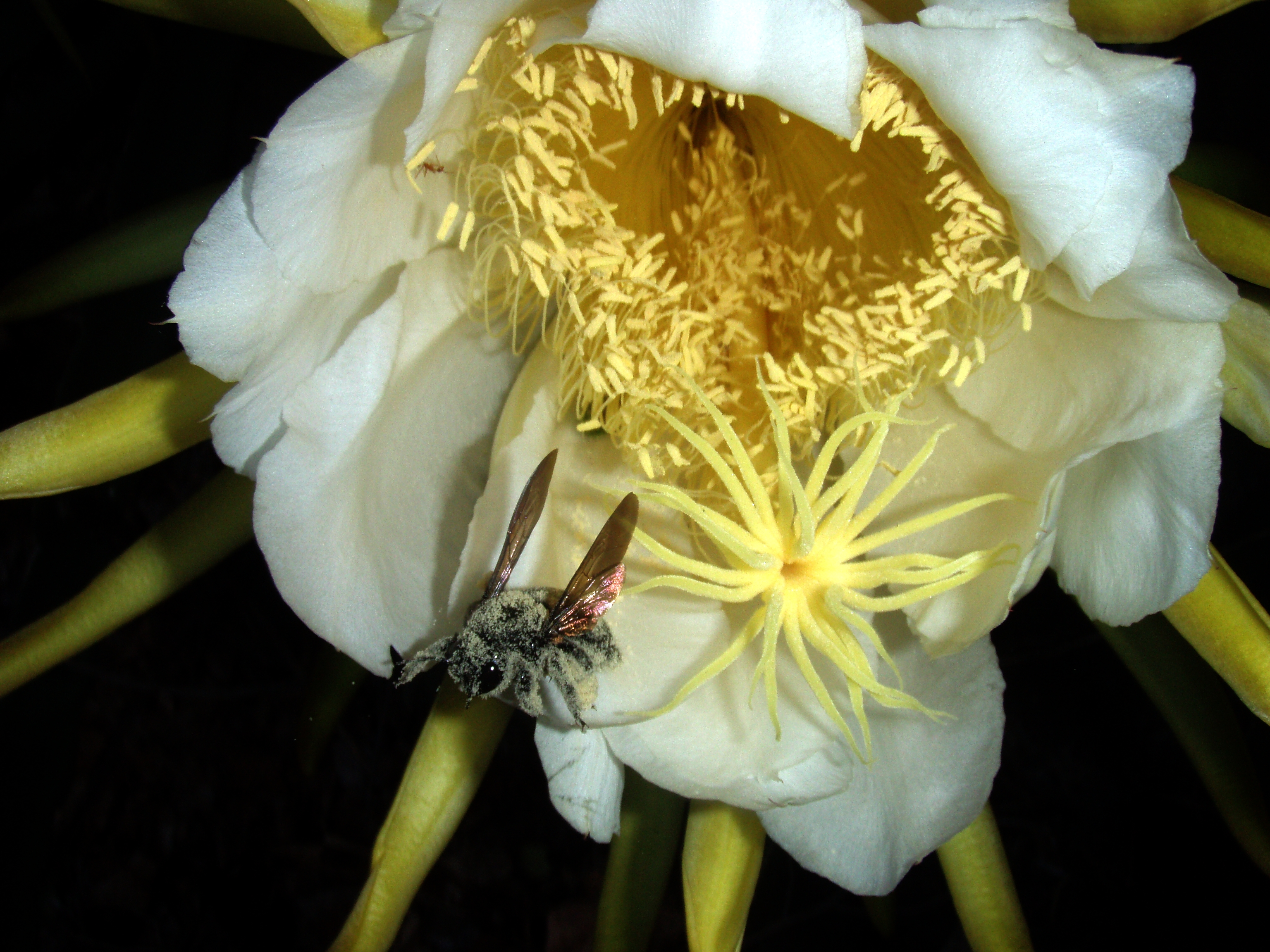
Ксилокопа або бджола-тесляр на квітці

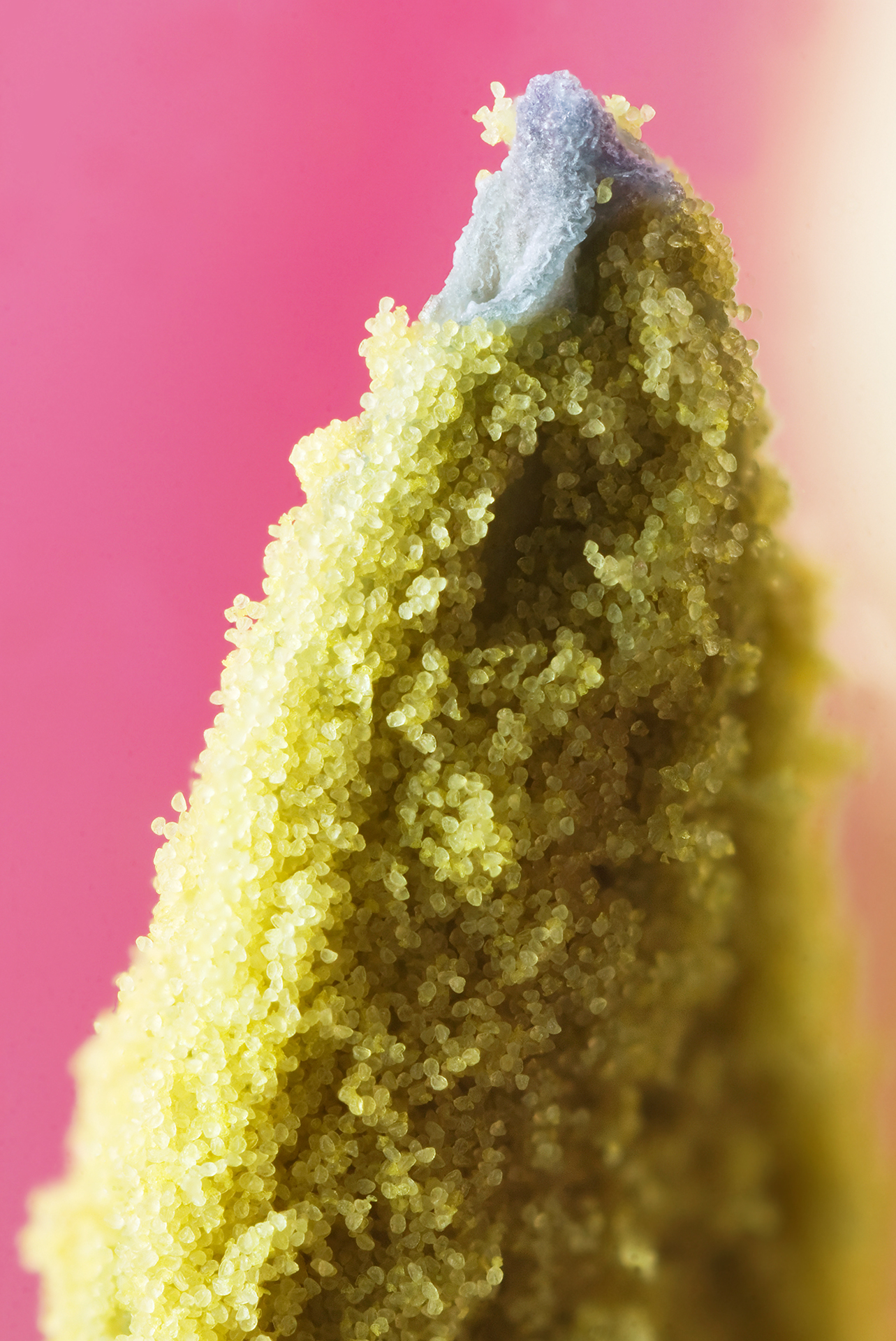
Пилок тюльпану

Запи́лення — це процес перенесення пилку з тичинки на приймочку маточки. Воно відбувається під час цвітіння рослин. Розрізняють два способи запилення: самозапилення (автогамія) і перехресне (алогамія).

## Види запилення
Після того, як у пилкових мішках сформується пилкове зерно, стінки пиляків підсихають, розтріскуються, що зумовлює вивільнення пилку. Розрізняють самозапилення, коли пилок потрапляє на приймочку тієї самої квітки, й перехресне запилення, при якому пилок із однієї квітки потрапляє на приймочку маточки іншої в межах однієї рослини (гейтоногамія) або на іншу рослину того ж виду (ксеногамія). Спосіб запилення залежить від будови й фізіологічних особливостей квітки, умов довкілля, тощо.
У природі самозапильних рослин набагато менше, ніж перехреснозапильних. Самозапилення хоч і сприяє стабілізації ознак виду, але обмежує пристосованість рослин до умов довкілля. Перехресне запилення забезпечує нове поєднання ознак дочірніх організмів, тим самим збільшуючи їх життєву силу.

## Процес запилення
Для запилення необхідно, щоб пилок за допомогою комах, вітру чи води потрапив на приймочку маточки. Зовнішній шар оболонки пилкового зерна (екзина) має у своєму складі речовини терпеноїдної природи, які обумовлюють її захисні властивості щодо несприятливих умов довкілля. В її порожнинах також локалізовані білки, які контролюють роботу системи сумісності пилку і приймочки, зокрема внутрішньовидову та міжвидову несумісність. Внутрішня частина оболонки (інтина), крім целюлози і пектинових речовин, містить білки, які забезпечують взаємне розпізнавання пилку і приймочки маточки, та гідролітичні ферменти (кислу фосфатазу, протеазу, РНК-азу тощо). Вони концентруються біля пор проростання й активуються за контакту пори з тканинами приймочки. Після потрапляння на приймочку маточки пилок починає набрякати. Згодом утворюється пилкова трубка, стінки якої складаються з інтини і проходять через пори в екзині. Утворення пилкової трубки стимулюється речовинами, які виділяє приймочка у відповідь на споріднений пилок, що потрапив на неї.
Механізм розпізнавання до кінця не розкритий, проте відомо, що за контакту глікопротеїнів екзини з несумісною приймочкою зразу ж починається утворення калози, яка ізолює пилкове зерно. Проростання несумісного пилку може зупинитися і в тканинах приймочки чи стовпчика. Потрапляє на приймочку маточки різний пилок, але проростає лише сумісний.
В разі сумісності активуються кутиназа й інші гідролітичні ферменти інтини, які пом'якшують стінки клітин маточки чим сприяють росту пилкової трубки. При цьому початкові етапи проникнення пилкової трубки визначаються її позитивною гідротропічною реакцією, а кінцеві — позитивною хемотропічною реакцією на речовини, що виділяються тканинами мікропіле (пилковходом), синергідами та яйцеклітиною (це сахароза, мінеральні речовини, зокрема Са2+; амінокислоти; гіберелін).
У стовпчику маточки пилкова трубка переміщується між клітинами чи — у деяких видів — по пектинових шарах клітинних стінок. Провідна тканина стовпчика постачає пилковій трубці поживні речовини та активатори росту. Пилкові трубки секретують ферменти, які розпушують кутин приймочки і пектини серединних пластинок клітинних стінок; а також ауксин, який бере участь в ініціації розвитку плоду.
Зразу ж після запилення змінюються біохімічні процеси у зав'язі: спостерігається надходження фосфору, зміна в ній розподілу білків і вуглеводів. У регуляції подібних процесів велику роль відіграють електрофізіологічні явища. Під час запилення квітів у приймочках з'являється потенціал дії, який поширюється у напрямку зав'язей. Потенціал дії, очевидно, виконує сигнальну функцію, оскільки зав'язь відповідає на електрофізіологічний сигнал зміною метаболізму, з якої починається підготовка жіночої репродуктивної системи до запліднення.
Після запилення відбувається процес запліднення — злиття чоловічої статевої клітини з жіночою.

## Ще один варіант запилення
Рід Aspidistra цікавий великою різноманітністю форми і будови квітки. Однак знання про те, як запилюються ці рослини, вичерпуються лише кількома видами. Нове дослідження недавно відкритого виду Aspidistra xuansonensis з Північного В'єтнаму виявило ще один варіант запилення, що відрізняється незвичайним поєднанням ознак. Рослини цього виду запилюють самиці мух-галиць, які відкладають яйця всередину двостатевої квітки. Личинки, що розвиваються, живляться пилком, після чого виповзають з квітки, щоб перетворитись на лялечку. Таке поєднання рис унікальне для запилення не тільки аспідістри, але й взагалі відомих квіткових рослин.
Особливий тип речовин, які приваблюють запилювачів, описав ентомолог О. Г. Кірейчук.